# Klaus Ernst

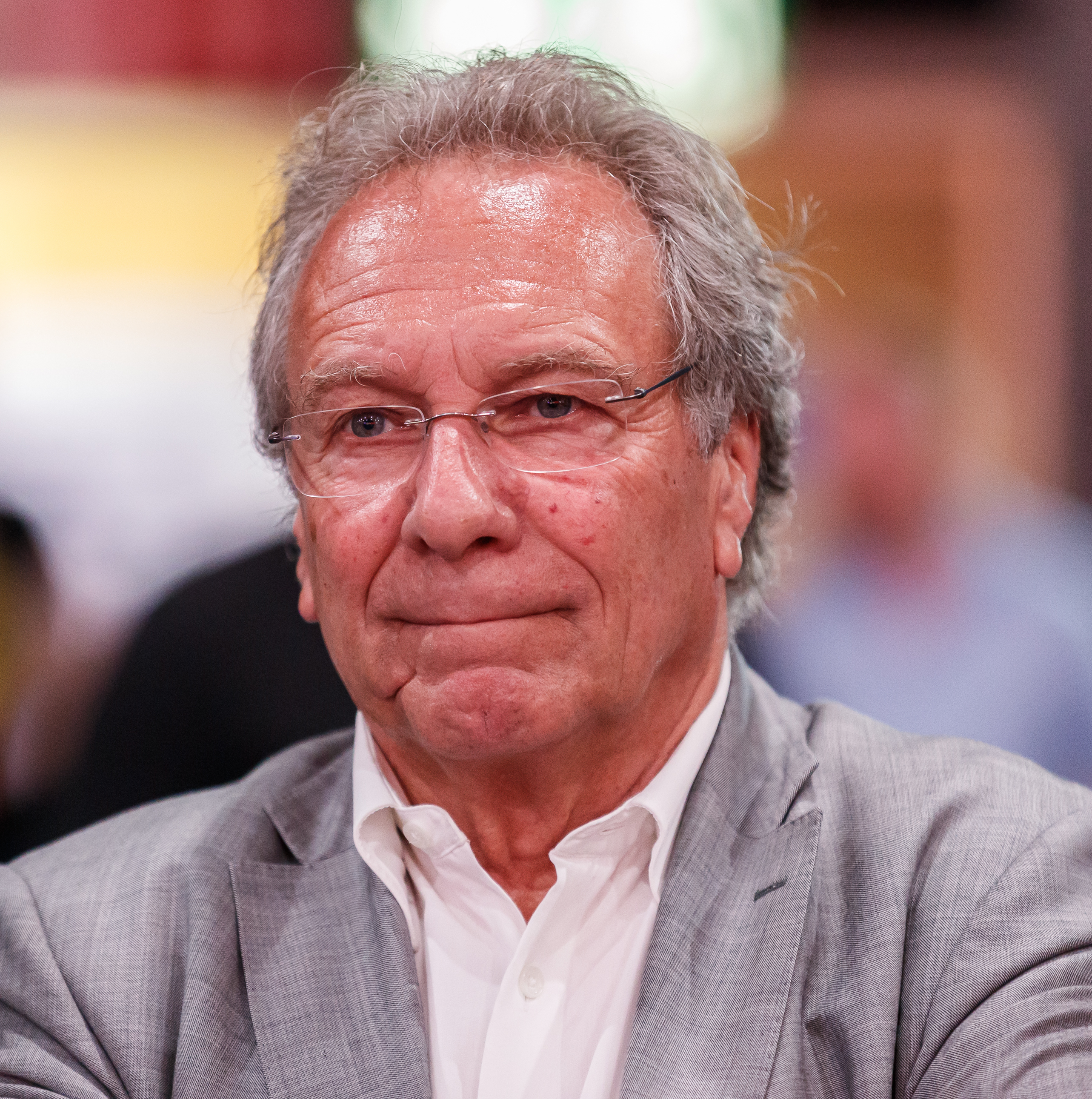
Klaus Ernst (2022)

Klaus Friedrich Ernst (* 1. November 1954 in München) ist ein deutscher Politiker (BSW, zuvor Die Linke, WASG, SPD) und ehemaliger Gewerkschaftsfunktionär. Von 2005 bis 2025 war er Mitglied des Deutschen Bundestages und seit seinem Wechsel zum Bündnis Sahra Wagenknecht stellvertretender Vorsitzender dessen parlamentarischer Gruppe. Seit November 2024 mit Landesverbandsgründung ist er Co-Vorsitzender des BSW Bayern.
In der Partei Die Linke war er von 2007 bis 2010 stellvertretender Vorsitzender und vom 15. Mai 2010 bis 2. Juni 2012 Vorsitzender. Bis zu ihrem Rücktritt am 10. April 2012 teilte er sich den Bundesvorsitz mit Gesine Lötzsch. Zuvor war Ernst Mitbegründer und geschäftsführendes Vorstandsmitglied der WASG.

## Ausbildung und Gewerkschaftsarbeit
Ernst verließ 1969 das Elternhaus und brach die Realschule ab. 1970 begann er beim Münchner Elektronikkonzern Rohde & Schwarz eine Ausbildung zum Elektromechaniker, absolvierte 1974 die Facharbeiterprüfung und wurde zum Jugendvertreter und Betriebsrat gewählt. 1972 wurde er Mitglied der IG Metall (IGM). Ernst durchlief die von Lehrern wie Hans Preiss geprägten IG-Metall-Schulungen.
In der Gewerkschaft übernahm er den Vorsitz des Münchener Ortsjugendausschusses (1974–1979) und der DGB-Jugend (1972–1975). Das 1979 aufgenommene Studium der Volkswirtschaftslehre und Sozialökonomie an der gewerkschaftsnahen Hamburger Hochschule für Wirtschaft und Politik (HWP) schloss er 1984 als Diplom-Volkswirt und Diplom-Sozialökonom ab. Im Studium wurde er vor allem durch Herbert Schui geprägt, der für ihn „schnell zu einem guten Freund wurde“.
1984 ging Ernst als Helfer bei einem siebenwöchigen Metallarbeiterstreik nach Stuttgart. Ein halbes Jahr später wurde er dort Gewerkschaftssekretär (bis 1995), zuständig für Organisation, Bildungsarbeit und Sozialpläne. 1995 wurde Ernst in Schweinfurt zum IG-Metall-Bevollmächtigten gewählt.
Als Arbeitnehmervertreter war er Mitglied in den Aufsichtsräten verschiedener Stuttgarter bzw. Schweinfurter Metall-Unternehmen (u. a. Porsche, zuletzt SKF und ZF Sachs).
Als Gewerkschafter äußerte er heftige Kritik an Reformvorhaben der Regierung von Bundeskanzler Gerhard Schröder, etwa an der Riester-Rente und der Agenda 2010.

## Politik

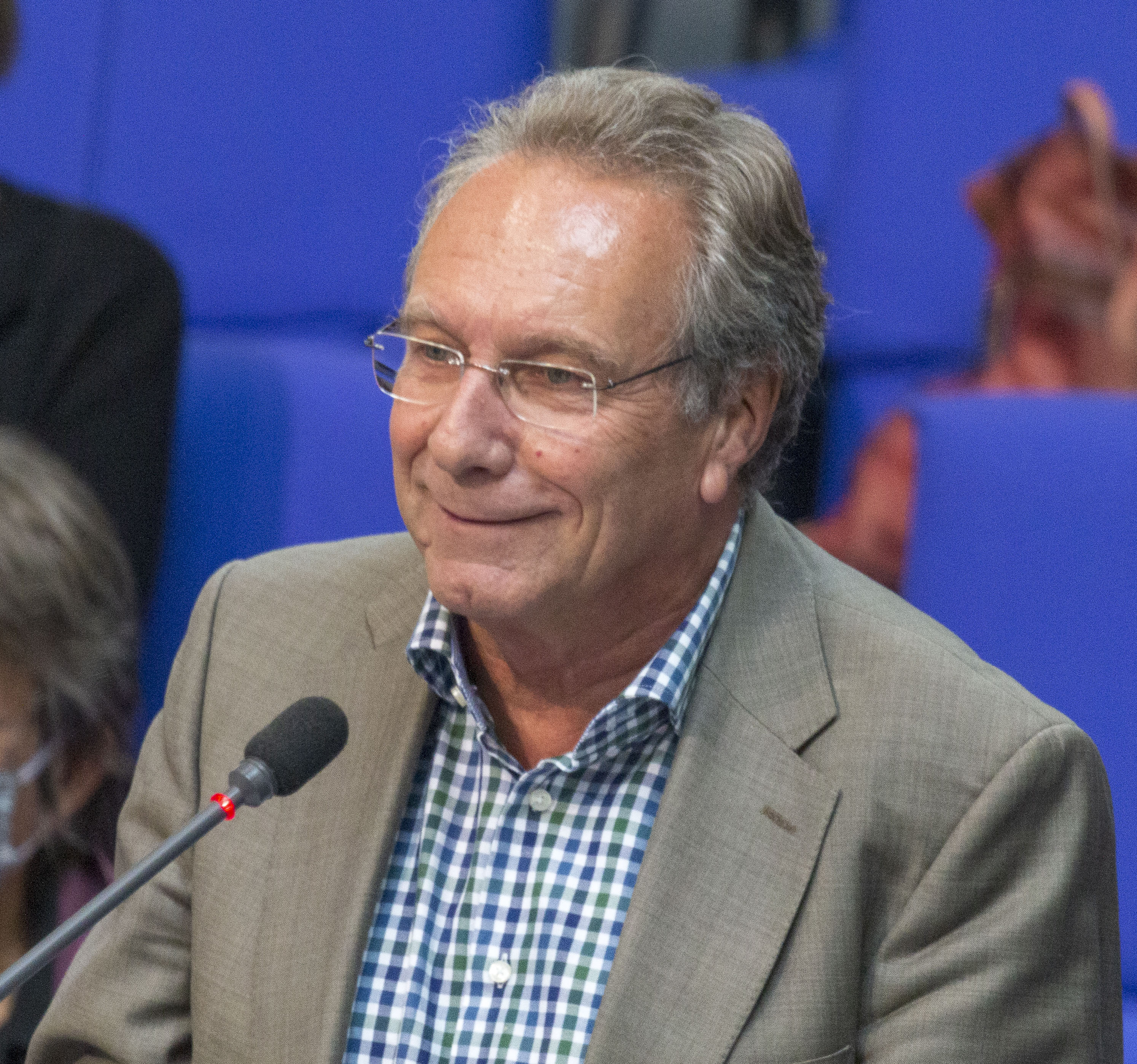
Klaus Ernst, 2020 im Deutschen Bundestag

Ernst war ab 1974 Mitglied der SPD. Am 12. März 2004 versandte er mit sechs Freunden via E-Mail einen Aufruf zur Gründung der Initiative Arbeit und Soziale Gerechtigkeit. Im Sommer 2004 wurde Ernst auf Antrag des Parteivorstandes aus der SPD ausgeschlossen.
Die Initiative Arbeit und Soziale Gerechtigkeit schloss sich bald mit der in Norddeutschland entstandenen, christlich-globalisierungskritisch geprägten Wahlalternative zusammen. Zunächst war Ernst Mitglied des geschäftsführenden Vorstandes der WAsG e. V., ab Januar 2005 war er Mitglied des geschäftsführenden Vorstandes der daraus hervorgegangenen Partei Arbeit & soziale Gerechtigkeit – Die Wahlalternative (WASG). Im Vorfeld der Bundestagswahl 2005 hatte Ernst deren Zusammenarbeit mit der PDS sowie mit dem ehemaligen SPD-Vorsitzenden Oskar Lafontaine in einem gemeinsamen Linksbündnis grundsätzlich begrüßt, ein Aufgehen der WASG in der PDS oder eine Mitkandidatur von WASG-Kandidaten auf offenen PDS-Wahllisten jedoch abgelehnt. Nachdem das von ihm zunächst favorisierte informelle Wahlbündnis von WASG und PDS nach Vorbild des italienischen L’Ulivo sich nach deutschem Wahlrecht als nicht umsetzbar herausstellte und eine neugegründete reine Wahlpartei aus WASG und PDS nicht handlungsfähig gewesen wäre, akzeptierte Ernst das Modell der offenen Listen der PDS, die sich zum Ausgleich in Linkspartei.PDS umbenannte. Er selbst wurde am 23. Juli 2005 im ersten Wahlgang mit 61 % der Stimmen auf Platz 1 von deren bayerischer Landesliste gewählt. Er trat auch als Direktkandidat im Wahlkreis Schweinfurt an. Dort erreichte er bzw. die Linkspartei ihr bestes bayerisches Erst- und Zweitstimmenergebnis (6,4 % bzw. 5,3 %). Über die Landesliste zog Ernst in den 16. Deutschen Bundestag ein. Seinen Beruf als IG-Metall-Bevollmächtigter führte er neben seinem Bundestagsmandat in Teilzeit fort, was er auch zuvor so angekündigt hatte. Von 2005 bis 2010 war Ernst stellvertretender Vorsitzender der Linksfraktion.
Auf dem Parteitag im Juni 2007 verschmolz die WASG mit der Linkspartei.PDS zur Partei Die Linke. Ernst wurde zu ihrem stellvertretenden Vorsitzenden gewählt.
An die Adresse der Deutschen Kommunistischen Partei gewandt äußerte er 2008: „Die DKP ist für mich eine Sekte und ich kann ihr nur empfehlen, sich aufzulösen“.
Bei der Bundestagswahl 2009 trat Ernst wieder auf dem ersten Listenplatz der bayerischen Landesliste seiner Partei an. In seinem Heimatwahlkreis Schweinfurt erreichte er mit 10,4 % das beste Erststimmenergebnis der bayerischen Linken. Im 17. Deutschen Bundestag ist Ernst stellvertretendes Mitglied des Gemeinsamen Ausschusses und des Ausschusses für Arbeit und Soziales gewesen.

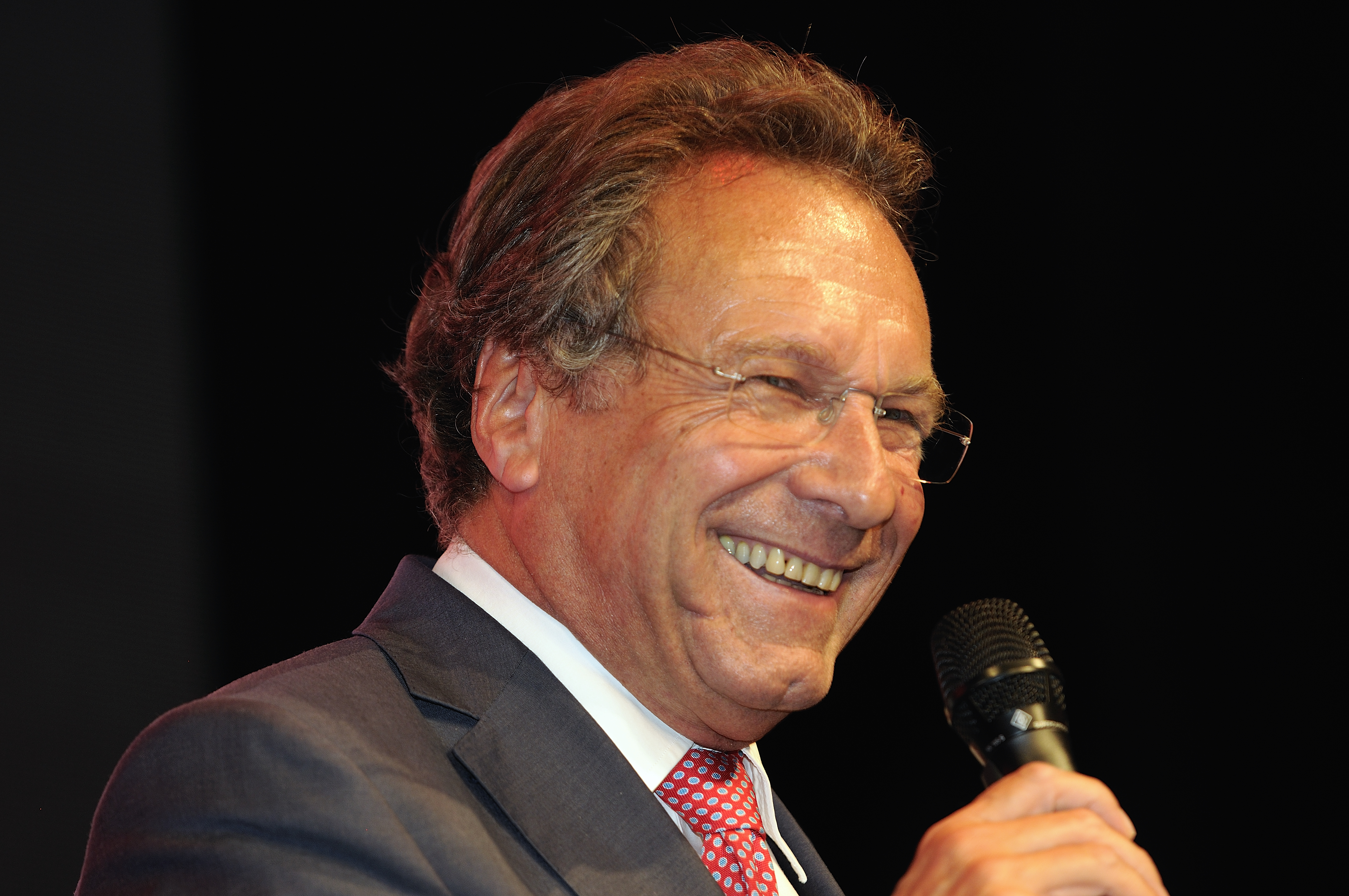
Klaus Ernst im Bundestagswahlkampf 2013

Nachdem sich mit Lothar Bisky und Oskar Lafontaine die bisherige Doppelspitze der Partei zurückgezogen hatte, wurde Ernst am 15. Mai 2010 zusammen mit Gesine Lötzsch zu einem der gleichberechtigten Parteivorsitzenden gewählt. Aufgrund der neuen Funktion gab er seine Teilzeitstelle bei der IG-Metall auf und schied auch aus den Aufsichtsräten aus. Die Partei stellte ihn im Januar 2013 als einen der acht Spitzenkandidaten zur Bundestagswahl 2013 auf und er wurde wie auch bei den Bundestagswahlen 2017 und 2021 wiedergewählt. 2021 erreichte er nur noch 4,2 % und damit den 7. Platz der Direktkandidaten im Wahlkreis Schweinfurt.
Im 19. Deutschen Bundestag war Klaus Ernst Vorsitzender des Ausschusses für Wirtschaft und Energie. Zudem war er als stellvertretendes Mitglied im Ausschuss für Arbeit und Soziales vertreten.
Mit der Vorstellung des Vereins BSW – Für Vernunft und Gerechtigkeit im Oktober 2023 trat Ernst mit neun weiteren Bundestagsabgeordneten aus der Linkspartei aus. Er wurde im Januar 2024 Mitglied der neugegründeten Partei BSW, die aus dem Verein hervorging. Am 16. November 2024 wurde er zum Landesvorsitzenden des BSW Bayern gewählt.
Im 20. Deutschen Bundestag war Klaus Ernst bis zum Austritt aus der Fraktion Die Linke Vorsitzender des Ausschusses für Klimaschutz und Energie.
Ernst wurde am 11. Dezember 2023 zum stellvertretenden Vorsitzenden der Gruppe BSW im Bundestag gewählt.
Bei der Bundestagswahl 2025 trat Klaus Ernst als bayerischer BSW-Spitzenkandidat an. Als Direktkandidat im Bundestagswahlkreis München-Süd erzielte er 2,5 % der Erststimmen und belegte damit den 7. Platz.

## Kontroversen
Sein Hang zu scharfzüngigen Formulierungen brachte ihm bei parteiinternen Konflikten oft spürbaren Gegenwind ein.

### Klimaschutz und Energie
Die Nominierung und Wahl von Ernst für den Vorsitz des Ausschusses für Klimaschutz und Energie Ende 2021 führten zu einer innerparteilichen Kontroverse und auch Kritik von außen unter dem Slogan „Nicht euer Ernst“. Unter anderem kritisierten Fridays-for-Future-Aktivisten oder auch Carola Rackete diese Entscheidung. Zuvor war Ernst innerhalb der Linken immer wieder als Gegner des Klimaaktionsplanes der Partei aufgetreten, hatte davor gewarnt, „grüner werden zu wollen als die Grünen“ und sich stark für die Erdgaspipeline Nord Stream 2 eingesetzt.

### Finanzielles
Für parteiinterne Diskussionen mit medialer Beachtung sorgte im Jahr 2010, dass Ernst neben seinen Bezügen als Abgeordneter und Fraktionsvorstandsmitglied (rund 7700 Euro) eine Zuwendung von 3500 Euro für die Position als Bundesvorsitzender von seiner Partei erhielt. Zusätzlich soll es noch 1900 Euro monatlich für seine Mitgliedschaft im Fraktionsvorstand gegeben haben.
Da Ernst ein Fahrzeug des Herstellers Porsche besitzt, betiteln ihn Medien zuweilen als „Luxus-Linken“ oder „Porsche-Klaus“. Andere Medien legen dabei aber einen Zusammenhang zu seiner Aufsichtsratmitgliedschaft der IG Metall bei Porsche nahe.
Klaus Ernst klagte als Abgeordneter gegen die Deutsche Rentenversicherung auf Zahlung der vollen Rentenbeträge. Nach dem Abgeordnetengesetz haben Bundestagsabgeordnete, die gleichzeitig Abgeordnete und Versorgungsempfänger sind, nur Anspruch auf die Hälfte der regulären gesetzlichen Rente. Das Sozialgericht Würzburg wies die Klage ab. Hiergegen legte Ernst Sprungrevision zum Bundessozialgericht ein, welches die Klage ebenfalls abwies.

### Verhältnis zu Russland
Ernst gehörte zu den Mitunterzeichnern einer Erklärung, welche den Vereinigten Staaten eine maßgebliche Verantwortung für den Russischen Überfall auf die Ukraine 2022 zuschreibt. Der außenpolitische Sprecher der Bundestagsfraktion der Linken Gregor Gysi zeigte sich angesichts des Briefs entsetzt über die völlige Emotionslosigkeit hinsichtlich des Angriffskrieges und warf den Politikern vor, nur daran interessiert zu sein, ihre alte Ideologie in jeder Hinsicht zu retten. Schon im Oktober 2021 hatte Ernst erklärt, es gebe keinerlei Hinweise, dass Russland die Lieferung von Erdgas zur Erpressung Europas missbrauche und für gestiegene Energiepreise verantwortlich sei; er setzte sich für eine rasche Inbetriebnahme der Pipeline Nord Stream 2 ein. Im September 2022 behauptete Ernst, Deutschland führe einen Wirtschaftskrieg gegen Russland, und forderte zusammen mit Sahra Wagenknecht ein Ende der Wirtschaftssanktionen gegen Russland.
Am 9. Mai 2023 nahm Klaus Ernst gemeinsam mit Gerhard Schröder, So-yeon Schröder-Kim, Egon Krenz, Tino Chrupalla und Alexander Gauland anlässlich des Tag des Sieges an einem Empfang in der russischen Botschaft in Berlin teil.
Als der ukrainische Präsident Wolodymyr Selenskyj im Juni 2024 im Bundestag sprach, boykottierte das Bündnis Sahra Wagenknecht zusammen mit weiten Teilen der AfD die Rede, indem sie ihr fern blieb. Klaus Ernst rechtfertigte dieses Verhalten als Protest gegen die Ampel-Regierung und eine seiner Sicht einseitige Haltung von Selenskyj, der seiner Meinung nach nicht die Meinung der Mehrheit der Ukrainer vertrete. Außerdem äußerte er in Hinblick auf Selenskyj, er möchte sich „nicht zum Klatschen gezwungen fühlen für jemanden, der Deutschland – Europa – in einen weiteren Weltkrieg treibt.“ Dazu habe er keine Lust.
Auf der Gründungsversammlung des BSW Bayern behauptete er: „Selenskyj ist einer, der diesen Krieg vorantreibt und der uns in diesen Krieg hineinziehen will.“ Er finde es unerträglich, als Putinversteher bezeichnet zu werden.